# Жак Моше
Жак (Исак) Моше (на гръцки: Ζακ (Ισαάκ) Μωσσέ, на френски: Jacques Moshe) е еврейски инженер, автор на много сгради в град Солун от първата половина на XX век. Работи на свободна практика и участва в изграждането на видни сгради след пожара в Солун в 1917 година, който значително променя облика на града.

## Биография
Роден е в 1900 година в Солун, тогава в Османската империя, в семейството на Юда Моше, който работи като дърводелец. В 1922 година Жак Моше завършва парижкото училище за градоустройство Екол Спесиал де Траво Пюблик. Веднага след това се връща в Солун, където работи на свободна практика. Участва в създаването на няколко емблематични за града сгради, сред които именията „Воспорио“, „Зенит“, стоа „Коломбо“, хотел „Континентал“ (днес „Андромеда“) и други. Първоначално отваря офиса си на улица „Елевтериос Венизелос“ № 8, но в 1930 година го мести в имението „Асланиан“ на улица „Елевтериос Венизелос“ № 14.
В негова чест е кръстена улица в Солун.